# DPM

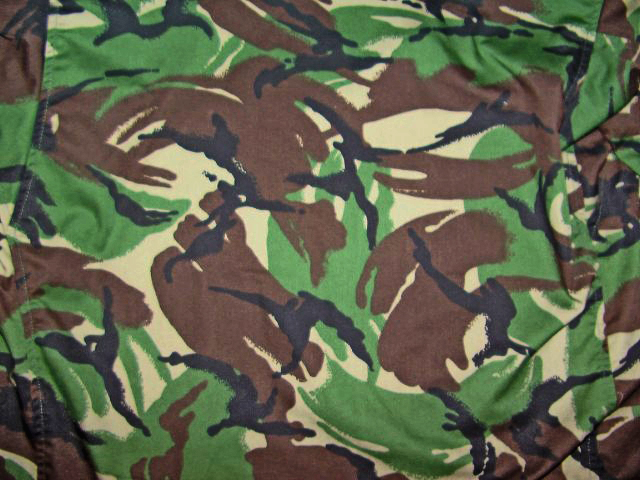
Patró DPM en el model britànic de 1995

El patró disruptiu, o DPM (disruptive pattern material, 'material de patró disruptiu'), és un patró mimètic d'origen britànic, de la família pinzellada, que, amb variants de detall, sobre fons caqui o ocre clar (pràcticament groc en versions tropicals), presenta traços en forma de pinzellada, grans i gruixuts a manera de clapes, de colors marró fort (a voltes rogenc) i verd intens (generalment verd jungla o verd oliva), més traços menors, a manera de pinzellades, en negre. El conjunt de variants del patró DPM britànic, més les imitacions i derivacions desenvolupades en altres exèrcits, constitueix el grup mimètic DPM.

## El DPM britànic
Desenvolupat a partir del patró "cop de brotxa" (brushstroke), el patró DPM fou creat entorn de 1960 per les forces armades britàniques i adoptat progressivament fins a esdevenir la versió bàsica de l'uniforme de campanya britànic entorn de 1970.
Al principi, emperò, el DPM era d'ús molt restringit: el gruix de l'exèrcit vestia de verd oliva (uniforme model 1960). El DPM només s'aplicava a la parca de campanya distribuïda a les forces especials; fins al 1966 no es produí tot l'uniforme m. 1960 en versió DPM, així mateix reservada a forces especials. Fou a partir de 1969-1970, amb la distribució de l'uniforme de campanya model 1968, que el DPM esdevingué la versió bàsica d'uniforme de campanya per a la totalitat de les tropes.

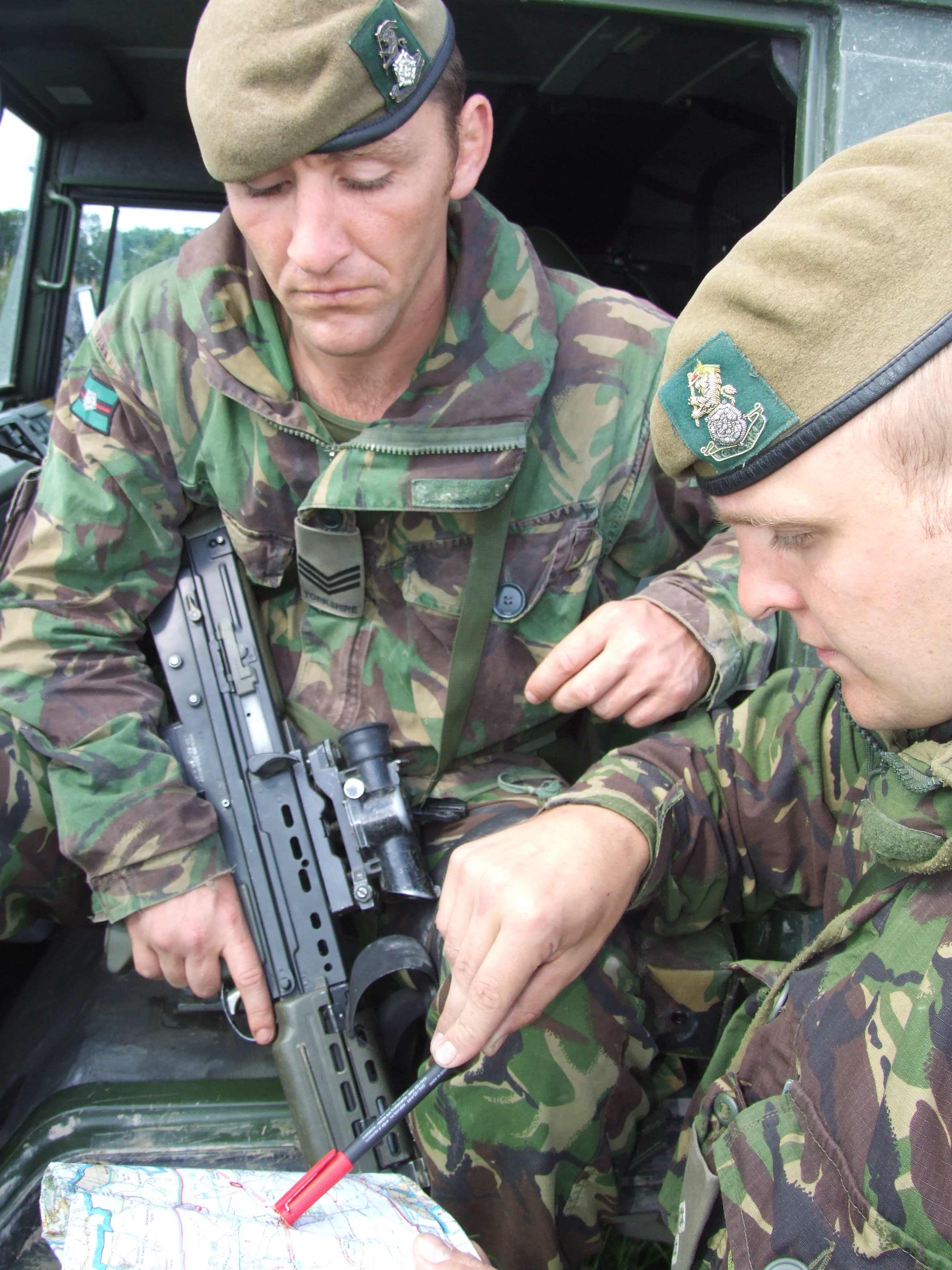
Soldats britànics uniformats en DPM

Camuflatge britànic per antonomàsia entre 1960 i 2010, ha esdevingut tota una icona de la militària britànica.
Lògicament, al llarg d'aquestes dècades el patró ha conegut diverses versions, amb canvis més o menys subtils en el traç de les pinzellades i en la intensitat de la coloració, entorn d'un esquema bàsic perfectament reconeixible.
D'altra banda, el patró s'ha estampat sobre els successius models d'uniforme de campanya d'ús general, així com en diversos models tropicals (en substitució de l'històric jungle green) i altres de privatius de forces especials (paracaigudistes, etc.). Les versions generals d'uniforme en patró DPM han estat les següents:
- m. 1960 (1960 pattern DPM combat dress): d'ús exclusiu per a certes unitats d'elit a partir de 1966 --com hem vist--, era de disseny idèntic que l'uniforme verd oliva (d'on la datació); és a dir, brusa de campanya[5] de coll girat, amb muscleres, quatre butxaques frontals aplicades,[6] punys muntats i colzeres ovals, més caputxa i folre polar separables; pantaló multibutxaca amb butxaca de càrrega només al camal esquerre. Emperò, i a diferència del combat dress en verd oliva, mancava de lligadura pròpia, probable indici que l'uniforme era conceptuat com a d'ús restringit.
- m. 1968 (1968 pattern DPM combat dress): distribuït a partir de 1969-1970, fou el primer uniforme mimètic a equipar el gruix de l'exèrcit britànic --com hem vist--; introdueix la gorra de campanya en patró DPM, la qual, com la seva predecessora de 1950/1960, alternava en l'ús amb la boina i, és clar, amb el casc. També incorpora una butxaca a la màniga esquerra i, per primera volta, butxaca de càrrega en cada camal i no tan sols a l'esquerre. Suprimeix les colzeres. La brusa de campanya continuava combinant-se amb caputxa i folre polar separables, però de cara a fred intens s'hi afegí encara una parca en DPM (la cèlebre windproof parka, 'parca tallavent'), amb caputxa i folre incorporats, la qual aniria evolucionant amb els models d'uniforme posteriors.
- m. 1984 (1984 pattern DPM combat dress): distribuït a partir de 1985, és una simplificació de l'anterior, en roba més prima, però amb totes les butxaques de manxa. Els punys passen a ésser simples i tanquen amb velcro.
- m. 1995 (combat soldier 95): és molt fàcil d'identificar, perquè manca de muscleres a les espatlles, però en canvi en duu una de col·locada verticalment al tancament del frontal de la brusa de campanya, amb la funció exclusiva de portar-hi la divisa. Amb aquest model se suprimí la gorra DPM, la qual, de llavors ençà, es reserva per als reclutes en període d'instrucció (de tota manera, no sembla que la gorra hagi estat mai una peça gaire popular entre els militars britànics). Una reforma posterior d'aquest mateix model se cita sovint com a soldier 2000.

El patró DPM també s'ha aplicat a una sèrie de complements i a peces d'equipament, com ara fundes de casc, armilles antibala o portaequipament, sarrons, etc.
El 2010 s'inicià la substitució progressiva del patró DPM per part del nou patró multiterreny (multi-terrain pattern, MTP), procés que sembla haver culminat a mitjan 2013. Les existències de DPM britànic s'estan liquidant en el mercat comercial, de cara a la revenda.

## Prestigi i difusió internacionals
El DPM és considerat unànimament pels especialistes un dels patrons mimètics més efectius de la història.

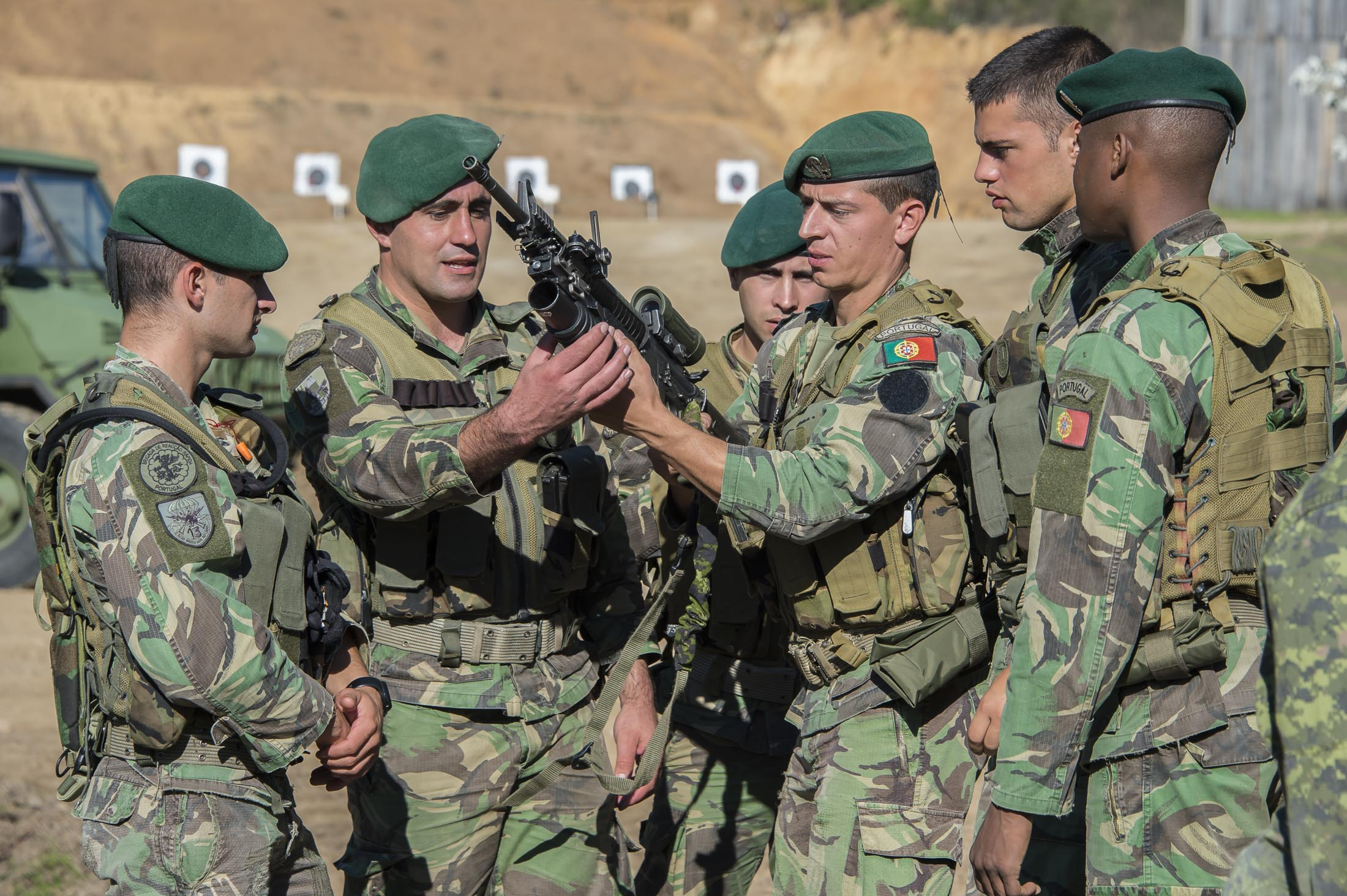
DPM portuguès (desgastat)

Aquesta qualitat contrastada, juntament amb el prestigi de la marca britànica, ha dut gran nombre d'exèrcits del món a adoptar-lo en versions lleugerament modificades i de producció pròpia, quan no a adquirir directament material britànic en DPM per a equipar les tropes. Entre els exèrcits a usar alguna versió de DPM com a forma bàsica d'uniforme de campanya hi ha els de Portugal, Països Baixos, Romania, Bulgària, Nova Zelanda, Kenya, Filipines, Indonèsia, Oman, etc. Cadascun d'aquests exèrcits té o ha tingut un DPM privatiu diferent del britànic en matisos, així com una evolució pròpia en cada cas, amb els corresponents canvis progressius de detall, aplicats a successius models d'uniforme, etc.
També hi ha exèrcits en què el DPM equipa exclusivament certes forces especials (per exemple, Canadà, Swazilàndia, etc.).

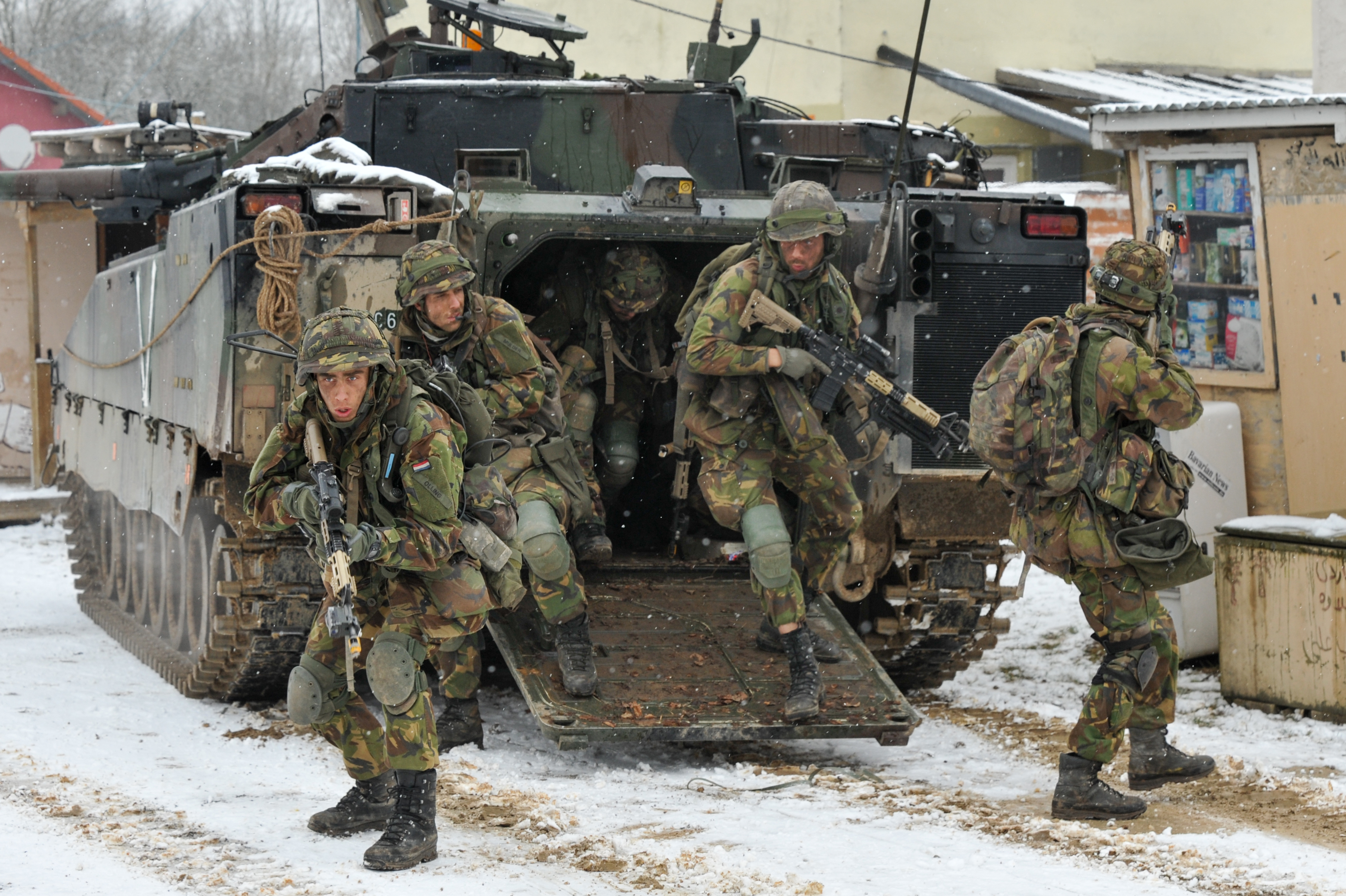
DPM neerlandès

## Classificació
Totes les variants de DPM estan relacionades entre si per una filiació ben clara, atès que deriven del model britànic original, de forma directa o indirecta, a banda de guardar entre si una similitud evident.
Es pot considerar que constitueixen el grup disruptiu (o grup DPM) de la família pinzellada, atenent a la lògica mateixa del disseny del DPM, així com al seu origen directe en el brushstroke. Hom pot argüir que s'hi dona una combinació d'elements pinzellats amb elements clapejats, si jutgem per les pinzellades grosses; però el traç pinzellat d'aqueixes "clapes" és prou explícit.

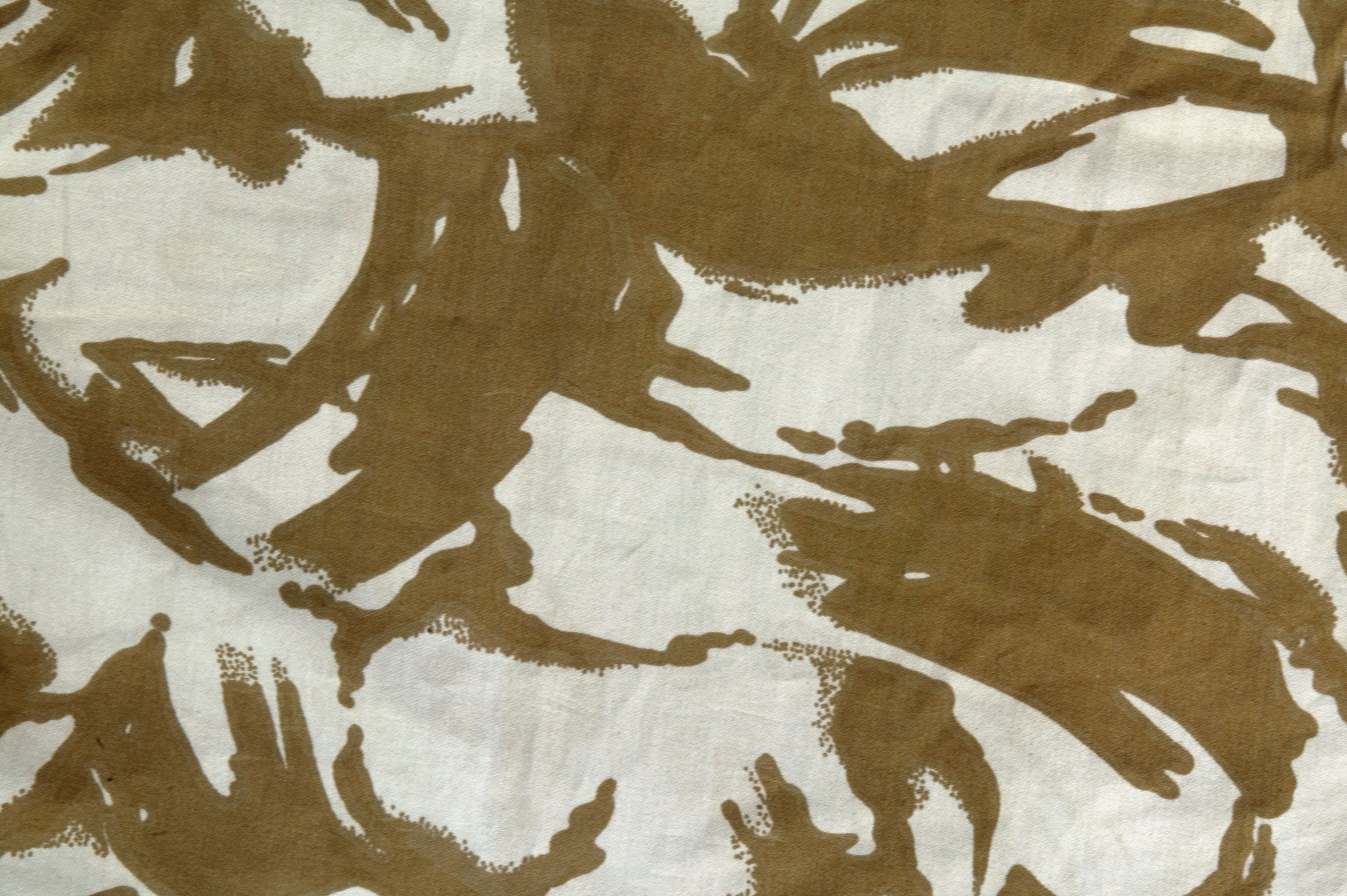
Patró DPM desèrtic

## El DPM desèrtic
D'ençà el 1991 el DPM té versió desèrtica (desert DPM, DDPM): sobre fons caqui clar (o sorra), reprodueix els característics traços del DPM, però exclusivament en marró mitjà (o ocre). L'uniforme en patró DDPM és confeccionat en roba fresca, però resistent, i consta de barret de jungla, brusa de campanya, pantaló multibutxaca i botes de desert; també inclou una parca de cara a l'intens fred nocturn del desert. S'aplica, així mateix, a fundes de casc, armilles de campanya, etc.

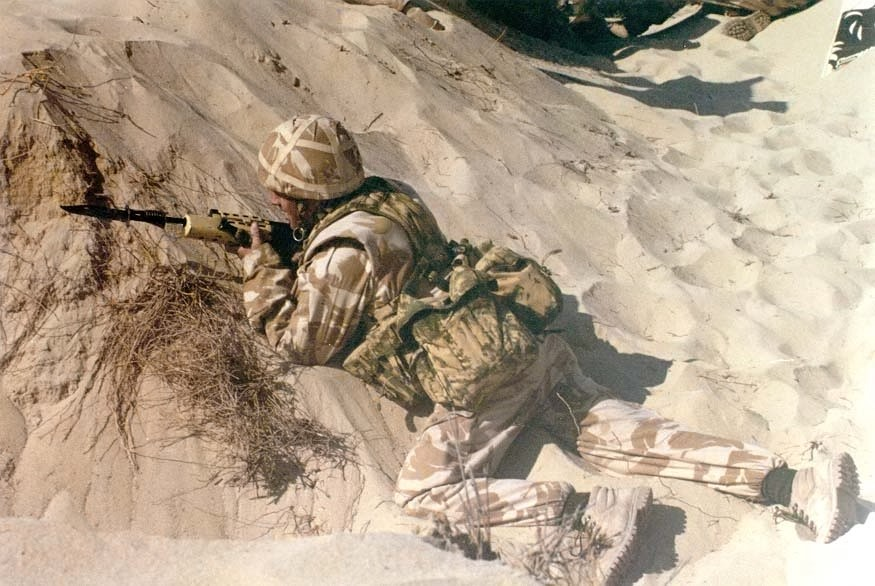
Soldat britànic en campanya (1991) amb uniforme mimètic de patró DPM desèrtic

També el DPM desèrtic ha tingut diverses variants, i també ha estat imitat per altres exèrcits que ja usaven el DPM boscós.
Com el seu germà gran boscós, el DPM desèrtic ha anat essent substituït per l'MTP entre 2011 i 2013.

## DPM peculiars
Les tropes especials d'alguns exèrcits han desenvolupat versions del DPM en coloracions peculiars; per exemple, a base de grisos (Oman), de blaus (Filipines), de púrpures (guàrdia reial suazi), etc., etc. Són models poc representatius del patró, tot i que en reprodueixen el disseny característic.

## Popularitat
Les diverses versions de patró DPM són molt populars entre col·leccionistes i aficionats a la militària, per una combinació de motius: efectivitat i prestigi del patró; historial vinculat; atractiu estètic; practicitat i durabilitat de les peces que hi estan confeccionades; etc., etc.